# La Chapelle-d'Alagnon
Pour les articles homonymes, voir La Chapelle et Allagnon.
La Chapelle-d'Alagnon est une commune française, située dans le département du Cantal en région Auvergne-Rhône-Alpes.

## Géographie

### Communes limitrophes
Les communes limitrophes sont  Albepierre-Bredons, Celles, Laveissenet, Murat, Ussel et Virargues.

### Climat
Pour des articles plus généraux, voir Climat d'Auvergne-Rhône-Alpes et Climat du Cantal.
En 2010, le climat de la commune est de type climat de montagne, selon une étude du CNRS s'appuyant sur une série de données couvrant la période 1971-2000. En 2020, Météo-France publie une typologie des climats de la France métropolitaine dans laquelle la commune est exposée à un climat de montagne ou de marges de montagne et est dans la région climatique  Ouest et nord-ouest du Massif Central, caractérisée par une pluviométrie annuelle de 900 à 1 500 mm, maximale en automne et en hiver.
Pour la période 1971-2000, la température annuelle moyenne est de 8,5 °C, avec une amplitude thermique annuelle de 16 °C. Le cumul annuel moyen de précipitations est de 1 086 mm, avec 12 jours de précipitations en janvier et 7,7 jours en juillet. Pour la période 1991-2020, la température moyenne annuelle observée sur la station météorologique de Météo-France la plus proche, sur la commune de Coltines à 7 km à vol d'oiseau, est de 7,8 °C et le cumul annuel moyen de précipitations est de 734,2 mm,. Pour l'avenir, les paramètres climatiques de la commune estimés pour 2050 selon différents scénarios d'émission de gaz à effet de serre sont consultables sur un site dédié publié par Météo-France en novembre 2022.

## Urbanisme

### Typologie
Au 1er janvier 2024, La Chapelle-d'Alagnon est catégorisée commune rurale à habitat dispersé, selon la nouvelle grille communale de densité à 7 niveaux définie par l'Insee en 2022.
Elle est située hors unité urbaine et hors attraction des villes,.

### Occupation des sols
L'occupation des sols de la commune, telle qu'elle ressort de la base de données européenne d’occupation biophysique des sols Corine Land Cover (CLC), est marquée par l'importance des territoires agricoles (80,7 % en 2018), une proportion sensiblement équivalente à celle de 1990 (81,2 %). La répartition détaillée en 2018 est la suivante : prairies (44 %), zones agricoles hétérogènes (36,7 %), forêts (16 %), zones urbanisées (3,1 %), mines, décharges et chantiers (0,2 %). L'évolution de l’occupation des sols de la commune et de ses infrastructures peut être observée sur les différentes représentations cartographiques du territoire : la carte de Cassini (XVIIIe siècle), la carte d'état-major (1820-1866) et les cartes ou photos aériennes de l'IGN pour la période actuelle (1950 à aujourd'hui).

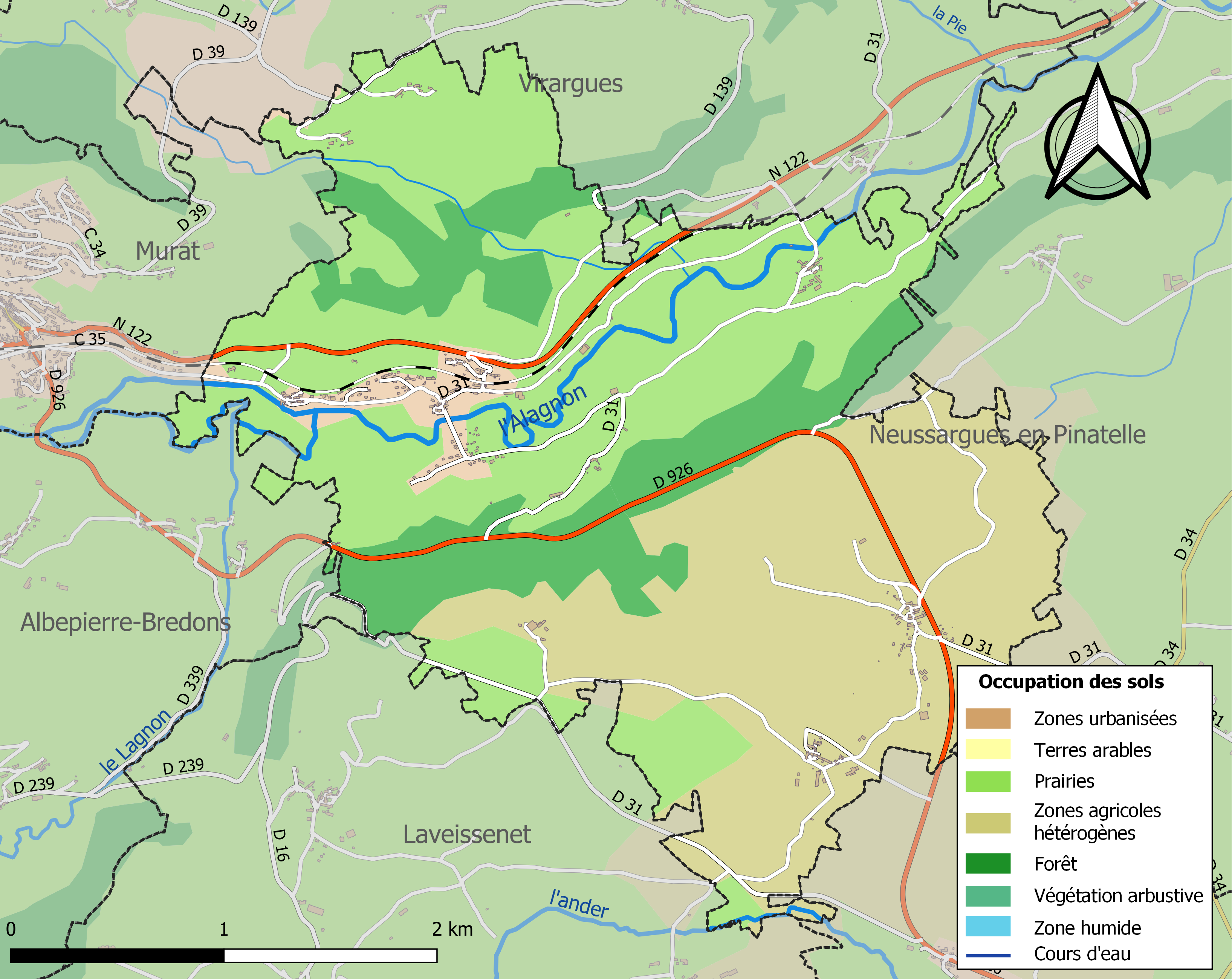
Carte des infrastructures et de l'occupation des sols de la commune en 2018 (CLC).

### Habitat et logement
En 2018, le nombre total de logements dans la commune était de 151, alors qu'il était de 147 en 2013 et de 138 en 2008.
Parmi ces logements, 72,2 % étaient des résidences principales, 26,5 % des résidences secondaires et 1,3 % des logements vacants. Ces logements étaient pour 97,4 % d'entre eux des maisons individuelles et pour 2,6 % des appartements.
Le tableau ci-dessous présente la typologie des logements à la La Chapelle-d'Alagnon en 2018 en comparaison avec celle du Cantal et de la France entière. Une caractéristique marquante du parc de logements est ainsi une proportion de résidences secondaires et logements occasionnels (26,5 %) supérieure à celle du département (20,4 %) et à celle de la France entière (9,7 %). Concernant le statut d'occupation de ces logements, 84,4 % des habitants de la commune sont propriétaires de leur logement (84,9 % en 2013), contre 70,4 % pour du Cantal et 57,5 pour la France entière.
| Typologie                                               | La Chapelle-d'Alagnon | Cantal | France entière |
| ------------------------------------------------------- | --------------------- | ------ | -------------- |
| Résidences principales (en %)                           | 72,2                  | 67,7   | 82,1           |
| Résidences secondaires et logements occasionnels (en %) | 26,5                  | 20,4   | 9,7            |
| Logements vacants (en %)                                | 1,3                   | 11,9   | 8,2            |

## Toponymie
La commune est nommée Chapèla d'Alanhon en occitan, la langue traditionnelle locale.

## Politique et administration

### Découpage territorial
La commune de Chapelle-d'Alagnon est membre de l'intercommunalité Hautes Terres Communauté, un établissement public de coopération intercommunale (EPCI) à fiscalité propre créé le 1er janvier 2017 dont le siège est à Murat. Ce dernier est par ailleurs membre d'autres groupements intercommunaux.
Sur le plan administratif, elle est rattachée à l'arrondissement de Saint-Flour, à la circonscription administrative de l'État du Cantal et à la région Auvergne-Rhône-Alpes.
Sur le plan électoral, elle dépend du canton de Murat pour l'élection des conseillers départementaux, depuis le redécoupage cantonal de 2014 entré en vigueur en 2015, et de la deuxième circonscription du Cantal  pour les élections législatives, depuis le dernier découpage électoral de 2010.

### Liste des maires
| Période                                  | Période                       | Identité         | Étiquette | Qualité     |
| ---------------------------------------- | ----------------------------- | ---------------- | --------- | ----------- |
| Les données manquantes sont à compléter. |                               |                  |           |             |
| mars 2001                                | mars 2008                     | Marie Loubières  |           |             |
| mars 2008                                | mars 2014                     | Philippe Coudon  |           |             |
| mars 2014                                | En cours (au 16 juillet 2014) | Gérard Pouderoux | DVD       | Agriculteur |

## Démographie
L'évolution du nombre d'habitants est connue à travers les recensements de la population effectués dans la commune depuis 1793. Pour les communes de moins de 10 000 habitants, une enquête de recensement portant sur toute la population est réalisée tous les cinq ans, les populations de référence des années intermédiaires étant quant à elles estimées par interpolation ou extrapolation. Pour la commune, le premier recensement exhaustif entrant dans le cadre du nouveau dispositif a été réalisé en 2008.

En 2022, la commune comptait 258 habitants, en évolution de +4,45 % par rapport à 2016 (Cantal : −1,08 %, France hors Mayotte : +2,11 %).
| 1793 | 1800 | 1806 | 1821 | 1831 | 1836 | 1841 | 1846 | 1851 |
| ---- | ---- | ---- | ---- | ---- | ---- | ---- | ---- | ---- |
| 479  | 397  | 411  | 413  | 434  | 389  | 403  | 405  | 408  |

| 1856 | 1861 | 1866 | 1872 | 1876 | 1881 | 1886 | 1891 | 1896 |
| ---- | ---- | ---- | ---- | ---- | ---- | ---- | ---- | ---- |
| 401  | 369  | 382  | 349  | 362  | 379  | 373  | 380  | 432  |

| 1901 | 1906 | 1911 | 1921 | 1926 | 1931 | 1936 | 1946 | 1954 |
| ---- | ---- | ---- | ---- | ---- | ---- | ---- | ---- | ---- |
| 403  | 411  | 376  | 344  | 339  | 344  | 328  | 333  | 289  |

| 1962 | 1968 | 1975 | 1982 | 1990 | 1999 | 2006 | 2008 | 2013 |
| ---- | ---- | ---- | ---- | ---- | ---- | ---- | ---- | ---- |
| 272  | 264  | 239  | 246  | 236  | 250  | 242  | 240  | 243  |

| 2018 | 2022 | - | - | - | - | - | - | - |
| ---- | ---- | - | - | - | - | - | - | - |
| 250  | 258  | - | - | - | - | - | - | - |

## Culture locale et patrimoine

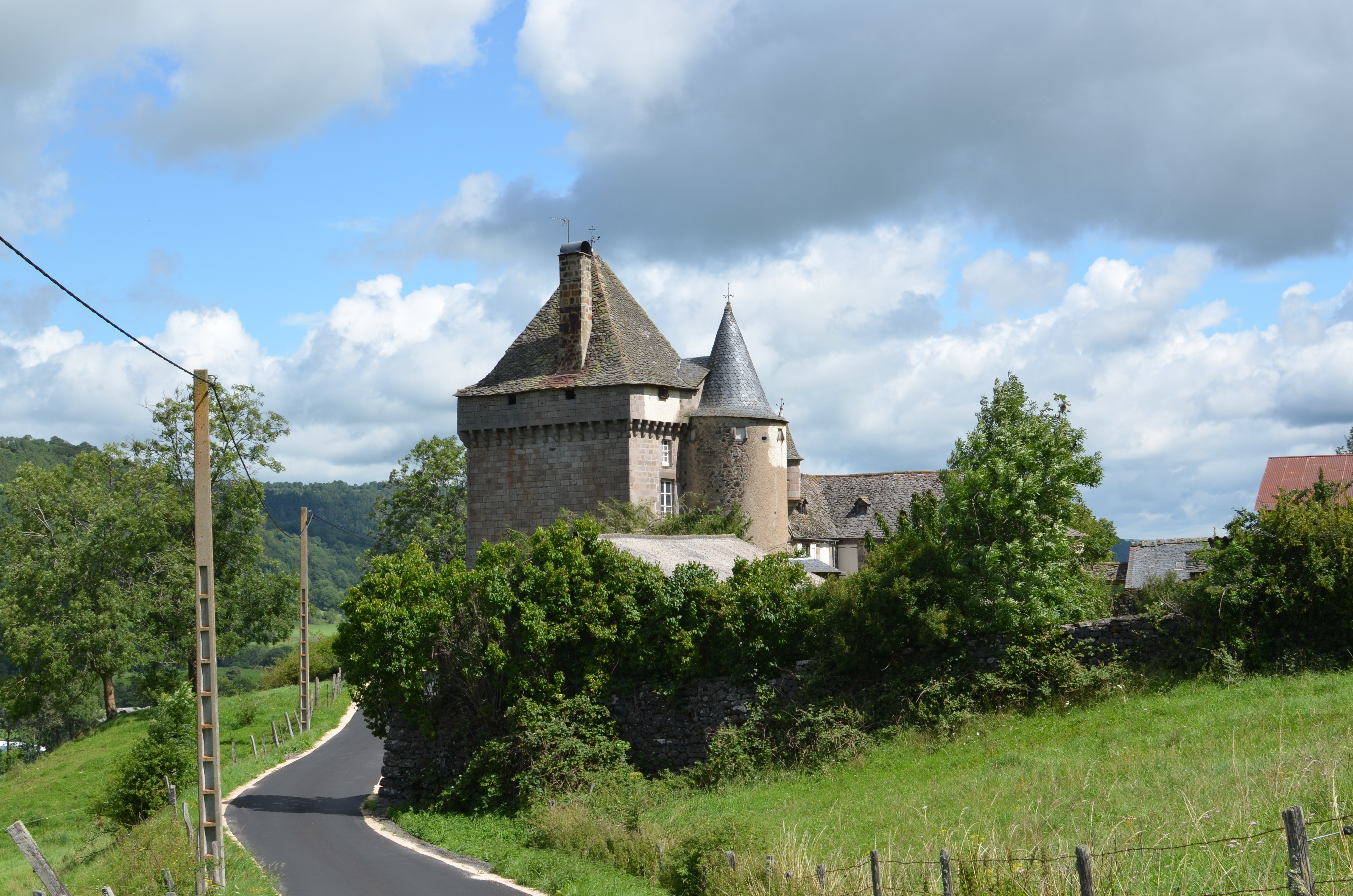
Le château du Jarrousset, vue Sud-Ouest.

### Lieux et monuments
- Château du Jarrousset du XVIe siècle, inscrit au titre des monuments historiques par arrêté du 5 mars 1992[19].
- Église Saint-Laurent
- Oratoire Notre-Dame-de-Chez-Nous à Laborie
- Lac de la Gibert
- Roche de Muratel 1 074 mètres
- Le Peuch Derrière 1 066 mètres

### Personnalités liées à la commune
- Victor Charbonnel (1860-1926), né dans cette commune, devenu prêtre puis libre-penseur.